# Jean Starobinski
Jean Starobinski (17. listopadu 1920, Ženeva, Švýcarsko – 4. března 2019, Morges) byl švýcarský literární teoretik.
Přestože vystudoval nejprve medicínu (na univerzitě v Ženevě), věnoval se nakonec zejména literární teorii. Věnoval se problematice interpretace literárního díla, k čemuž využil i své medicínské vzdělání, když aplikoval do literární teorie některé koncepty psychiatrie a psychoanalýzy. K nejznámějším patří jeho studie o Charlesu Baudelairovi, jehož dílo označil za projev melancholie (deprese). Věnoval se také dějinám lékařství.